# Гаркуша Сергій Вікторович
Сергі́й Ві́кторович Гарку́ша (нар. 11 вересня 1990 — 24 листопада 2018) — старший солдат Збройних сил України, учасник російсько-української війни.

## Життєпис
Народився 1990 року у селі Валява (Городищенський район, Черкаська область); батько помер 1998 року. Закінчив школу; рік працював будівельником у Києві, згодом — на цегельному заводі ПП «Агросвіт Валява» в своєму селі.
15 вересня 2016 року вступив на військову службу за контрактом; старший солдат, навідник кулеметного взводу 2-ї механізованої роти 1-го механізованого батальйону 28-ї бригади. 2018-го вирішив продовжити договір ще на рік.
24 листопада 2018 року загинув в передвечірню пору під час бойового чергування на ВОП в районі міста Красногорівка — в ході бою зазнав несумісне із життям осколкове поранення у живіт від кумулятивного пострілу з СПГ-9. Помер на руках бойового побратима й однокласника Олега, з яким разом пішов до війська.
28 листопада 2018-го похований в селі Валява. Провести в останню путь Героя зібралось усе село; проводжали у снігу на колінах, з синьо-жовтими стягами та живими квітами.
Без Сергія лишилися мама, вітчим, сестра, молодший брат-школяр та наречена.

## Нагороди та вшанування
- указом Президента України № 26/2019 від 31 січня 2019 року «за особисту мужність і самовіддані дії, виявлені у захисті державного суверенітету та територіальної цілісності України, зразкового виконання військового обов'язку» — нагороджений орденом «За мужність» III ступеня (посмертно)[3]